# Nele Jansegers
Nele Jansegers, née le 17 octobre 1965 à Alost est une femme politique belge flamande, membre du Vlaams Belang.
Elle est licenciée en histoire (UGent). 
Elle fut collaboratrice parlementaire.

## Fonctions politiques
- 2000-2004 : membre du conseil de la Province de Flandre-Occidentale
- 2004-     : sénatrice élue directe
- 2007-     : conseillère communale à Alost